# Fältnäbbmus
Fältnäbbmus (Crocidura leucodon) är ett däggdjur i familjen näbbmöss. Den förekommer i stora delar av Europa och sydvästra Asien.

## Kännetecken
Arten når en kroppslängd mellan 65 och 85 millimeter och därtill kommer en 28 till 43 centimeter lång svans. Vikten ligger vid 7 till 15 gram. Ovansidan är gråbrun, till den ljusare undersidan som vanligen är vitgrå finns en tydlig gräns.

## Utbredning och habitat
Fältnäbbmusen lever i Centraleuropa, Sydosteuropa och sydvästra Asien. Utbredningsområdet sträcker sig från Bretagne i väst till Kaspiska havet i öst. Den norra gränsen ligger i tyska Schleswig-Holstein och den södra gränsen i Italien och Israel. Arten saknas i sydvästra Frankrike, i nordvästra Tyskland och Nederländerna samt i större delar av Tjeckien och Polen.
Habitatet ligger utanför skogar och utgörs ofta av ängar, betesmark, fält, stäpper, halvöknar och trädgårdar. Arten vistas i låglandet vanligen upp till 700 meter över havet. Sällan når arten 2500 meter över havet. Under vissa tider vandrar de till våtare ställen med rikare växtlighet. Främst i norra delen av utbredningsområdet är fältnäbbmusen en kulturföljare som vistas i människans närhet. Under den kalla årstiden söker de ofta skydd i byggnader.

## Levnadssätt
Födan utgörs huvudsakligen av insekter och deras larver, lockespindlar, spindlar, dubbelfotingar och snäckor. Fortplantningen sker antagligen mellan april och september. Honan föder 3 till 10 ungar per kull. Nyfödda ungar väger bara ett gram och är blinda. De öppnar sina ögon efter 7 till 13 dagar och är efter cirka 40 dagar självständiga. Ungdjur bildar ofta karavaner när de gör utflykter. Därför biter de i pälsen vid svansroten av individen som ligger före.

## Hot
I vissa delar av utbredningsområdet hotas fältnäbbmusen av det intensiva jordbruket. Till exempel listas den i Tysklands röda lista som sårbar (kategori 3). Hela populationen betraktas av IUCN som livskraftig (least concern).